# Rinat Biljaletdinov
Rinat Sajarovič Biljaletdinov (in tataro: Ринат Сәйяр улы Биләлетдинев, in russo Ринат Саярович Билялетдинов?, traslitterazione anglosassone: Rinat Sayarovich Bilyaletdinov; Mosca, 17 agosto 1957) è un allenatore di calcio ed ex calciatore sovietico, dal 1991 russo, tecnico dell'Olimp Chimki.
In attività giocava come centrocampista.

## Biografia
Ha discendenze tatare. Suo figlio, Dinijar Biljaletdinov, è anch'egli calciatore.